# Qudus Onikeku
Qudus Onikeku (geb. 1984 in Lagos) ist ein nigerianischer Tänzer und Künstler.

## Leben
Onikeku wuchs als das zwölfte von 13 Kindern einer muslimischen Familie der unteren Mittelschicht auf. Schon in seiner Kindheit zeigte er eine Leidenschaft für Bewegung und Tanz, inspiriert von Künstlern wie Michael Jackson und MC Hammer. Trotz der Missbilligung seiner Familie, die Bildung als Schlüssel zum Erfolg betrachtete, schloss er sich heimlich einer Tanzgruppe an.
Mit 20 Jahren zog er nach Frankreich und trat der Kompanie von Heddy Maalem in Toulouse bei. Er studierte am Centre National des Arts du Cirque in Châlons-en-Champagne und schloss sein Studium 2009 ab. Im selben Jahr gründete er in Paris seine eigene Tanzkompanie, YK Projects. Nach etwa zehn Jahren in Frankreich kehrte er 2014 nach Lagos zurück, wo er das QDance Center eröffnete.

## Wirken
Onikeku ist ein Tänzer und Choreograf, der zur Schaffung einer einzigartigen Bewegungssprache traditionelle Yoruba-Kultur mit zeitgenössischem Tanz, Hip-Hop, Capoeira und Akrobatik verbindet. Seine Werke thematisieren Gemeinschaft, Verbundenheit und „Black Joy“ und streben danach, durch Tanz Therapie und Heilung zu ermöglichen. Zu seinen bekanntesten Stücken gehören My Exile is in My Head (2010), Still/Life (2011), Qaddish (2013), Yuropa (2018) und Spirit Child (2019).
Im Jahr 2017 präsentierte er die Videoinstallation Right Here, Right Now im ersten nigerianischen Pavillon auf der Biennale von Venedig. Zusammen mit zwei anderen nigerianischen Künstlern, Peju Alatise und Victor Ehikhamenor, gehörte er zu den ersten Nigerianern, die auf der Kunstausstellung vertreten waren. Sein Stück Re:INCARNATION wurde 2021 auf der Biennale de la danse de Lyon uraufgeführt und hatte seine Premiere im Centre Pompidou in Paris. 2017 war er auf dem Nordwind Festival vertreten, 2023 auf dem Festival Culturescapes.
In Lagos leitet Onikeku die QDance Academy, die kostenfreie Ausbildung für junge Tänzerinnen und Tänzer anbietet, und arbeitet am Aufbau des QDance Hub, eines bedeutenden Zentrums für die Kunstszene der Stadt. Er ist zudem Initiator des Festivals Afropolis Lagos, eines panafrikanischen Treffens Kreativer aus verschiedenen Disziplinen wie Tanz, Musik, Poesie, Mode und Film. Seine Arbeit zielt auf die Eröffnung neuer Räume der Macht und Kreativität und die aktive Mitgestaltung der Zukunft ab.